# Scott DuBois

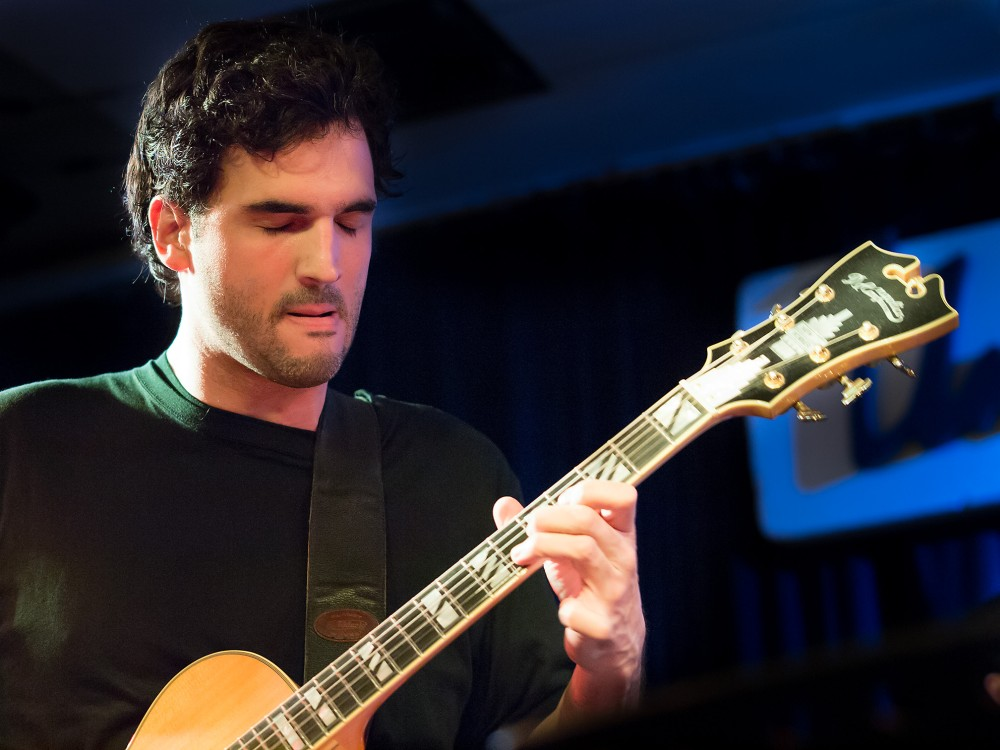
Scott DuBois im Jazzclub Unterfahrt (München 2013)

Scott DuBois (* 27. April 1978 in Chicago) ist ein US-amerikanischer Jazzgitarrist, Komponist und Bandleader.

## Leben und Wirken
Scott DuBois studierte an der Manhattan School of Music; seit Mitte der 2000er Jahre arbeitet er mit eigenen Formationen. Er spielte mit Jon Irabagon, Pascal Niggenkemper, Eivind Opsvik und mit David Liebman, der an dessen Soul-Note-Alben Monsoon (2005) und Tempest (2007) mitwirkte. 2008 entstand das Album Banshees (Sunnyside Records), das DuBois mit Gebhard Ullmann, Thomas Morgan und Kresten Osgood einspielte. Mit diesem Quartett nahm DuBois vier weitere Alben auf, Black Hawk Dance (2010, Sunnyside Records), Landscape Scripture (2012, Sunnyside Records), Winter Light (2015, ACT) und Autumn Wind (2017, ACT). Landscape Scripture wurde vom National Public Radio zu einem der 10 besten Jazz Alben des Jahres 2012 gewählt. Winter Light wurde vom New York City Jazz Record zu einem der besten Alben des Jahres 2015 gewählt.
Die New York Times bescheinigte DuBois „an equal commitment to knotty compositions and blank-canvas improvisation“.
DownBeat Magazine wählte DuBois 2019 zu den „Rising Stars“ in der Kategorie Gitarre.

## Preise und Auszeichnungen
- ECHO Musikpreis 2018 für das Album Autumn Wind.[5]
- Thelonious Monk International Jazz Guitar Competition 2005, Semifinalist.[6]

## Diskographische Hinweise
- Moonsoon (Soul Note, 2004) mit David Liebman, Jason Rigby, Loren Stillman, Mark Ferber, Thomas Morgan
- Tempest (Soul Note, 2006) mit David Liebman, Jason Rigby, Loren Stillman, Mark Ferber, Thomas Morgan
- Banshees (Sunnyside, 2008), mit Gebhard Ullmann, Thomas Morgan, Kresten Osgood
- Black Hawk Dance (Sunnyside, 2010), mit Gebhard Ullmann, Thomas Morgan, Kresten Osgood
- Landscape Scripture (Sunnyside, 2012), mit Gebhard Ullmann, Thomas Morgan, Kresten Osgood
- Winter Light (ACT, 2015), mit Gebhard Ullmann, Thomas Morgan, Kresten Osgood
- Autumn Wind (ACT, 2017), mit Gebhard Ullmann, Thomas Morgan, Kresten Osgood, Eva León, Conway Kuo, William Frampton, Sarah Rommel, Erin Lesser, BJ Karpen, Elisabeth Stimpert, Michael Harley
- Summer Water (2021)